# ICanHazPDF
#ICanHazPDF는 트위터에서 페이월 뒤에 있는 학술지 논문에 대한 접근을 요청하는 데 사용되는 해시태그이다. 이 해시태그는 2011년 과학자 안드레아 쿠스제프스키에 의해 시작되었다. 이름은 아이 캔 해즈 치즈버거? 밈에서 유래했다.

## 과정
사용자는 논문 제목, DOI 또는 출판사 링크와 같이 연결된 다른 정보, 이메일 주소, 그리고 "#ICanHazPDF" 해시태그를 트윗하여 논문을 요청한다. 논문에 접근할 수 있는 사람이 해당 논문을 이메일로 보내줄 수 있다. 그러면 사용자는 원래 트윗을 삭제한다. 또는 이메일 주소를 공개적으로 게시하기를 원하지 않는 사용자는 관심 있는 논문을 공유하겠다고 제안한 자원봉사자와 직접 메시지를 사용하여 연락 정보를 교환할 수 있다.

## 사용 및 인기
이러한 관행은 여러 국가에서 저작권 침해에 해당하며, 따라서 '블랙 오픈 액세스' 추세의 일부라고 볼 수 있다. 대부분의 요청은 지난 5년 이내에 출판된 논문에 대한 것이며, 대부분의 사용자는 영어권 국가 출신이다. 화학, 물리학, 천문학 분야의 구독 가격이 생물학보다 평균적으로 높음에도 불구하고, 생물학 논문에 대한 요청이 다른 분야의 논문보다 더 흔하다. 사람들이 이 해시태그를 사용하는 가능한 이유로는 독자들이 논문 접근 비용을 지불하기를 꺼려하는 것과 대부분의 대학 상호대차에 비해 과정의 속도가 빠르다는 점이 포함된다.

## 같이 보기
- 학술지 출판 개혁
- Anna's Archive
- 오픈 액세스 버튼
- 라이브러리 제네시스
- Sci-Hub
- 섀도 라이브러리
- Z-Library